# Quest for Quakes

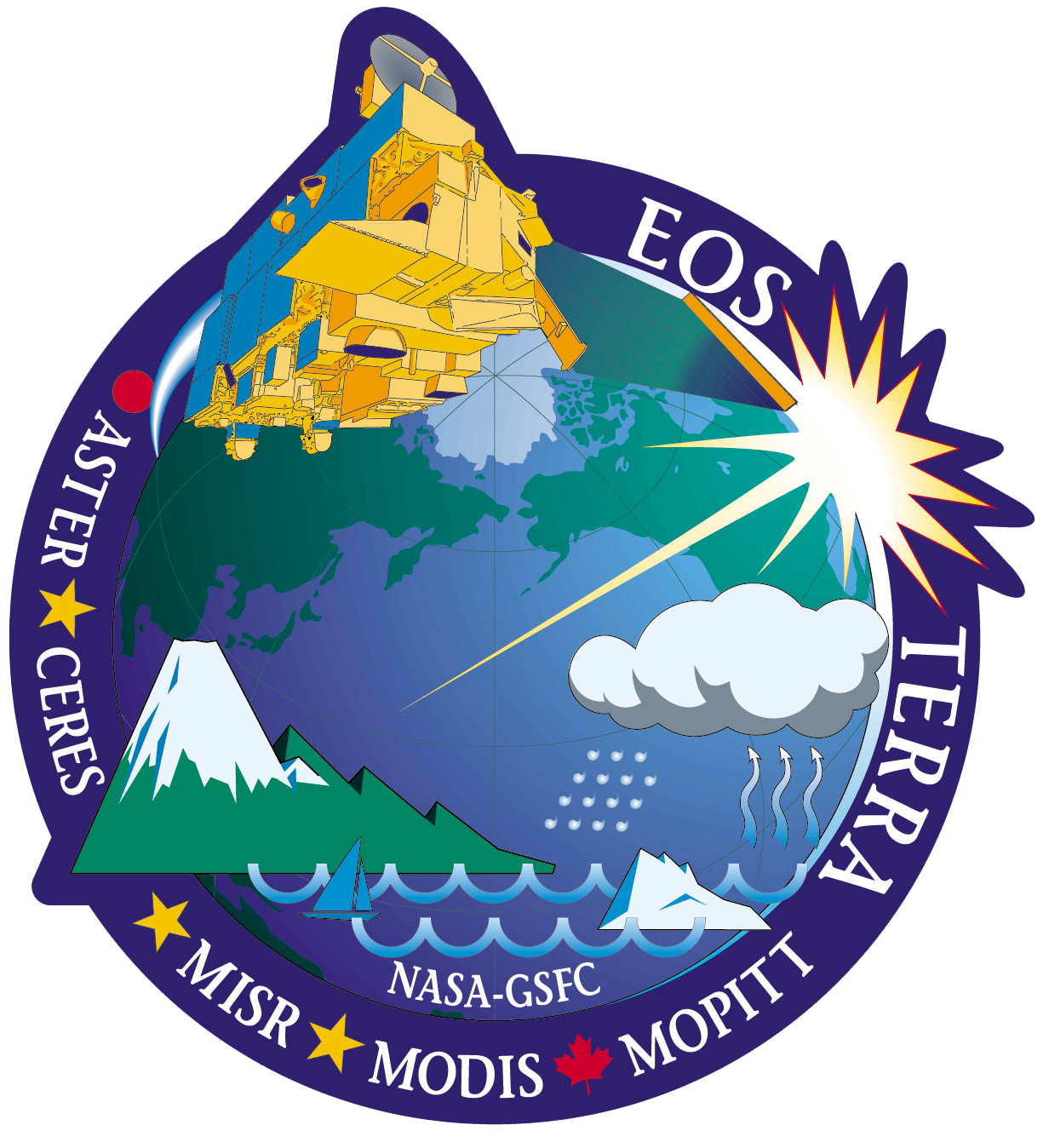
Logo do EOS AM-1(satélite Terra)

Quest for Quakes é um concurso criado pela NASA que tenta desenvolver novos algoritmos para identificar univocamente sinais eletromagnéticos que podem preceder, por dias ou semanas, um terremoto. 
O objetivo do consurso é procurar de evidências para apoiar a teoria de que impulsos electromagnéticos (PEM) podem preceder um terremoto, potencialmente oferecendo um aviso para aqueles no caminho do terremoto Os codificadores recebem duas semanas para chegar a uma nova abordagem para extração de sinais e encontrar potenciais sinais de terremotos. Aqueles que desenvolvem soluções vencedoras dividem o prêmio de US $25.000.